# Alessandro Frara
Alessandro Frara (Torino, 7 novembre 1982) è un dirigente sportivo ed ex calciatore italiano, di ruolo centrocampista, direttore sportivo.

## Carriera
Figlio dell'ex calciatore ed ex allenatore Gianni Frara, è cresciuto nella Juventus ed esordì in maglia bianconera nel 2001-2002 in Coppa Italia contro l'Atalanta e in Champions League al Celtic Park il 23 ottobre 2001. La stagione successiva fu ceduto in prestito al Bologna e in rossoblu esordì in Serie A il 14 settembre 2002 nella vittoria contro la Roma.
Passò poi, sempre in prestito, alla Ternana in serie B, dove rimase fino al 2006, dopo essere stato acquistato a titolo definitivo. Nel 2006 fu ceduto in prestito allo Spezia. Al termine della stagione fu esercitato il diritto di riscatto della metà del cartellino e quindi rimase in Liguria con la formula della comproprietà.
Nella sessione invernale del calciomercato della stagione 2007-2008, fu ceduto a titolo definitivo al Rimini. A causa di un infortunio non scese mai in campo con la squadra romagnola nella stagione 2007-2008, ed il 7 maggio fu sottoposto ad un'operazione per la pulizia della caviglia destra.
Il 6 aprile 2009 ha messo a segno la sua prima rete da professionista, nella partita persa 2-3 dal Rimini contro l'Avellino dopo oltre 130 partite disputate fra serie A e Serie B. Alla fine stagione 2009-2010, in cui la squadra romagnola ha disputato il campionato di Prima Divisione, rimane svincolato a causa del fallimento del Rimini, firmando poi un contratto annuale con il Varese, neopromossa in Serie B, dopo un periodo di prova.
Il 26 agosto 2011 si svincola dai varesini e firma un biennale con il Frosinone, squadra nella quale, nell'arco di due stagioni, eredita la fascia di capitano da Vincenzo Santoruvo. Durante la stagione 2013-2014, estende ulteriormente il proprio contratto con i frusinati fino al giugno 2017. Il 7 giugno del 2014 segna su colpo di testa il gol decisivo della finale playoff di Lega pro contro il Lecce permettendo ai ciociari di tornare in serie B e di iniziare la scalata nella nobiltà del calcio nazionale.
Il 31 maggio 2015, in seguito alla prima storica promozione in Serie A del club frusinate, diventa cittadino onorario di Frosinone insieme al resto della squadra.
Mette a segno il primo gol in Serie A il 1º novembre 2015 in Fiorentina-Frosinone 4-1. Il 17 aprile 2016, invece, realizza al novantesimo il gol-vittoria nello scontro salvezza con l'Hellas Verona, fissando il risultato sul 2-1 per i frusinati.

## Dopo il ritiro
Dopo il suo ritiro dal calcio giocato, nell'estate del 2018 Frara entra a far parte dello staff tecnico del Frosinone, dapprima come collaboratore dell'area tecnica, per poi rivestire gli incarichi di direttore sportivo e responsabile del settore giovanile (a partire dalla stagione 2021-2022).
Il 23 giugno 2023, Frara viene nominato nuovo direttore sportivo della Lucchese, in Serie C.. Il 5 marzo 2024 le parti rescindono il rapporto.

## Statistiche

### Presenze e reti nei club
| Stagione         | Squadra          | Campionato       | Campionato | Campionato | Coppe nazionali | Coppe nazionali | Coppe nazionali | Coppe continentali | Coppe continentali | Coppe continentali | Altre coppe | Altre coppe | Altre coppe | Totale | Totale |
| Stagione         | Squadra          | Comp             | Pres       | Reti       | Comp            | Pres            | Reti            | Comp               | Pres               | Reti               | Comp        | Pres        | Reti        | Pres   | Reti   |
| ---------------- | ---------------- | ---------------- | ---------- | ---------- | --------------- | --------------- | --------------- | ------------------ | ------------------ | ------------------ | ----------- | ----------- | ----------- | ------ | ------ |
| 2001-2002        | Juventus         | A                | 0          | 0          | CI              | 1               | 0               | UCL                | 1                  | 0                  | -           | -           | -           | 2      | 0      |
| 2002-2003        | Bologna          | A                | 19         | 0          | CI              | 2               | 0               | -                  | -                  | -                  | -           | -           | -           | 21     | 0      |
| 2003-2004        | Ternana          | B                | 21         | 0          | CI              | 1               | 0               | -                  | -                  | -                  | -           | -           | -           | 22     | 0      |
| 2004-2005        | Ternana          | B                | 24         | 0          | CI              | 0               | 0               | -                  | -                  | -                  | -           | -           | -           | 24     | 0      |
| 2005-2006        | Ternana          | B                | 22         | 0          | CI              | 2               | 0               | -                  | -                  | -                  | -           | -           | -           | 24     | 0      |
| Totale Ternana   | Totale Ternana   | Totale Ternana   | 67         | 0          |                 | 3               | 0               |                    | -                  | -                  |             | -           | -           | 70     | 0      |
| 2006-2007        | Spezia           | B                | 32         | 0          | CI              | 1               | 0               | -                  | -                  | -                  | -           | -           | -           | 33     | 0      |
| 2007-gen. 2008   | Spezia           | B                | 16         | 0          | CI              | 1               | 0               | -                  | -                  | -                  | -           | -           | -           | 17     | 0      |
| Totale Spezia    | Totale Spezia    | Totale Spezia    | 48         | 0          |                 | 2               | 0               |                    | -                  | -                  |             | -           | -           | 50     | 0      |
| gen.-giu. 2008   | Rimini           | B                | 0          | 0          | -               | -               | -               | -                  | -                  | -                  | -           | -           | -           | 0      | 0      |
| 2008-2009        | Rimini           | B                | 29+2       | 1+0        | CI              | 0               | 0               | -                  | -                  | -                  | -           | -           | -           | 32     | 1      |
| 2009-2010        | Rimini           | PD               | 22+2       | 4+0        | CI+CI-LP        | 1+0             | 1               | -                  | -                  | -                  | -           | -           | -           | 25     | 5      |
| Totale Rimini    | Totale Rimini    | Totale Rimini    | 51+4       | 5          |                 | 1               | 1               |                    |                    |                    |             |             |             | 56     | 6      |
| 2010-2011        | Varese           | B                | 30+2       | 2+0        | CI              | 1               | 1               | -                  | -                  | -                  | -           | -           | -           | 33     | 3      |
| Totale Varese    | Totale Varese    | Totale Varese    | 30+2       | 2          |                 | 1               | 1               |                    | -                  | -                  |             | -           | -           | 33     | 3      |
| 2011-2012        | Frosinone        | PD               | 29         | 2          | CI+CI-LP        | -               | -               | -                  | -                  | -                  | -           | -           | -           | 29     | 2      |
| 2012-2013        | Frosinone        | PD               | 29         | 6          | CI              | 1               | 0               | -                  | -                  | -                  | -           | -           | -           | 30     | 6      |
| 2013-2014        | Frosinone        | PD               | 27+5       | 3+1        | CI+CI-LP        | 3+1             | 1+0             | -                  | -                  | -                  | -           | -           | -           | 36     | 5      |
| 2014-2015        | Frosinone        | B                | 28         | 2          | CI              | 1               | 0               | -                  | -                  | -                  | -           | -           | -           | 29     | 2      |
| 2015-2016        | Frosinone        | A                | 20         | 2          | CI              | 0               | 0               | -                  | -                  | -                  | -           | -           | -           | 20     | 2      |
| 2016-2017        | Frosinone        | B                | 26+2       | 0          | CI              | 2               | 1               | -                  | -                  | -                  | -           | -           | -           | 30     | 1      |
| 2017-2018        | Frosinone        | B                | 10+3       | 0          | CI              | 2               | 0               | -                  | -                  | -                  | -           | -           | -           | 15     | 0      |
| Totale Frosinone | Totale Frosinone | Totale Frosinone | 169+10     | 15+1       |                 | 10              | 2               |                    | -                  | -                  |             | -           | -           | 189    | 18     |
| Totale carriera  | Totale carriera  | Totale carriera  | 400        | 23         |                 | 20              | 4               |                    | 1                  | 0                  |             | -           | -           | 421    | 27     |